# Индия на летних Олимпийских играх 1976
Индия принимала участие в Летних Олимпийских играх 1976 года в Монреале (Канада) в четырнадцатый раз за свою историю, но не завоевала ни одной медали.

## Результаты соревнований

### Бокс
Одним из судей был М. Кука.
| Категория  | Спортсмены     | 1/32 финала                                                | 1/16 финала                                 | 1/8 финала           | Четвертьфинал        | Полуфинал            | Финал                | Место |
| Категория  | Спортсмены     | Соперник Результат                                         | Соперник Результат                          | Соперник Результат   | Соперник Результат   | Соперник Результат   | Соперник Результат   | Место |
| ---------- | -------------- | ---------------------------------------------------------- | ------------------------------------------- | -------------------- | -------------------- | -------------------- | -------------------- | ----- |
| до 57 кг   | Сен К. Рай     | Дэвидсон Андех (NGR) В ТП                                  | Анхель Эррера Вера (CUB) П KO 1 раунд, 1:43 | Завершил выступление | Завершил выступление | Завершил выступление | Завершил выступление | 17    |
| до 63,5 кг | Чанд С. Мачиах | Ульрих Байер (GDR) П 0:5 57:59, 57:59, 59:60, 56:59, 55:60 | Завершил выступление                        | Завершил выступление | Завершил выступление | Завершил выступление | Завершил выступление | 25    |

### Борьба
В состав судейской коллеги входил Сурджит Сингх Маджития.

### Лёгкая атлетика
В состав судейской коллегии входил Умрад Сингх.
Мужчины
| Дисциплина     | Спортсмены                        | Предварительный раунд | Предварительный раунд | Полуфиналы | Полуфиналы | Финал                | Финал                |
| Дисциплина     | Спортсмены                        | Результат             | Место                 | Результат  | Место      | Результат            | Место                |
| -------------- | --------------------------------- | --------------------- | --------------------- | ---------- | ---------- | -------------------- | -------------------- |
| 800 м          | Срирам Сингх                      | 1:45,86 AR            | 2                     | 1:46,42    | 4          | 1:45,77 AR           | 7                    |
| 10 000 м       | Хари Чанд                         | 28:48,72 NR           | 24                    |            |            | Завершил выступление | Завершил выступление |
| марафон        | Шивнатх Сингх                     |                       |                       |            |            | 2:16:22              | 11                   |
| прыжки в длину | Тхадатхувила Чандапиллаи Йоханнан | 7,67 м                | 16                    |            |            | Завершил выступление | Завершил выступление |

### Стрельба
В ските выступил старейший индийский олимпиец — махараджа Коты Бхим Сингх II (родился 14 сентября 1909 года).
| Соревнование | Спортсмены          | Финал     | Финал |
| Соревнование | Спортсмены          | Результат | Место |
| ------------ | ------------------- | --------- | ----- |
| трап         | Рандхир Сингх       | 175       | 21    |
| скит         | Сандху Сингх Гурбир | 176       | 56    |
| скит         | Бхим Сингх II       | 161       | 67    |

### Тяжёлая атлетика
| Категория | Спортсмен   | Вес   | Рывок | Рывок | Рывок | Толчок | Толчок | Толчок | Всего | Место |
| Категория | Спортсмен   | Вес   | 1     | 2     | 3     | 1      | 2      | 3      | Всего | Место |
| --------- | ----------- | ----- | ----- | ----- | ----- | ------ | ------ | ------ | ----- | ----- |
| до 52 кг  | Анил Мондал | 51,85 | 85    | 85    | 85    | —      | —      | —      | —     | —     |

### Хоккей на траве
В состав судейской коллегии входил М. А. М. Рамасвами, арбитром работал Мохамед Гхус.
1. Аджит Сингх
2. Аджит Пал Сингх 
3. Ашок Диван
4. Ашок Кумар
5. Аслам Шер Хан
6. Балдев Сингх
7. Биллимога Путтасвами Говинда
8. Бирбхадур Чаттри
9. Чанд Сингх
10. Харчаран Сингх
11. Мохиндер Сингх
12. Сурджит Сингх
13. Сиед Али
14. Вадивелу Филлипс
15. Вариндер Сингх
16. Васудеван Баскаран
Тренер: Гурбукс Сингх
Менеджер: винг-командер Р. С. Бхола